# 理查德·塔克西埃
理查德·塔克西埃（Richard Texier，1955年—），出生于尼奥尔，法国艺术家。

## 简介
理查德·塔克西埃1955年出生于法国的尼奥尔，12岁时开始学习绘画。他曾获得过建筑学和造型艺术两个博士学位。其以青铜器雕塑见长，作品据称被法国国家总统博物馆和蓬皮杜艺术中心收藏。